# 盖瑟克
盖瑟克（德語：Geseke，發音：[ˈɡeːzəkə] ⓘ）是德国北莱茵-威斯特法伦州阿恩斯贝格行政区索斯特县的城市，面积97.89平方千米，2023年12月31日人口为21,749人。